# Райнен, Кил
Кил Райнен (англ. Kiel Reijnen; род. 1 июня 1986 на острове Бейнбридж, Вашингтон, США) — американский профессиональный шоссейный велогонщик, выступающий за команду мирового тура «Trek-Segafredo». 

## Достижения
2010
1-й  Тур Таиланда
1-й Пролог
3-й Чемпионат США в групповой гонке
3-й Тур озера Цинхай
2011
1-й  Тур Руанды
1-й Пролог & Этапы 1, 2, 4
2012
3-й Чемпионат США в групповой гонке
2013
1-й Классика Филадельфии
1-й Бакс Каунти Классик
1-й Этап 4 Тур Гилы
3-й Чемпионат США в групповой гонке
2014
1-й Классика Филадельфии
1-й Кларедон Кап
1-й Кристал Кап
Про Сайклинг Челлендж США
1-й  Очковая классификация
1-й Этап 1
2015
Про Сайклинг Челлендж США
1-й  Очковая классификация
1-й Этап 3
1-й Этап 1 Тур Юты
1-й  Горная классификация Тур Лангкави
3-й Чемпионат США в групповой гонке
2016
Тур Юты
1-й  Очковая классификация
1-й Этап 5

## Статистика выступлений

### Гранд-туры
| Гонка           | 2016 | 2017 | 2018 |
| --------------- | ---- | ---- | ---- |
| Джиро д'Италия  | —    | —    | —    |
| Тур де Франс    | —    | —    | —    |
| Вуэльта Испании | 132  | —    |      |

| — | Не участвовал |